# Herrenhaus Schettnienen
Das Herrenhaus Schettnienen war ein Schloss im heutigen Schtschukino, das historisch zum Kreis Heiligenbeil, Ostpreußen gehörte.

## Geschichte
Das Gutshaus, ein eingeschossiger, in der Mitte zweigeschossiger Putzbau mit Schleppdach, stammt aus der Mitte des 18. Jahrhunderts, als das Gut in Pfandbesitz von Jakob von Laxdehnen war. Nach 1778 war das Gut Sitz der Bronsart von Schellendorff, einer altpreußischen Familie.
Wegen seines Baus und wegen seiner kunsthistorischen Einrichtung stand das Herrenhaus unter Denkmalschutz.